# Corte marziale
Corte marziale ist ein Italowestern von Roberto Mauri, der 1973 entstand. Eine Aufführung in deutschsprachigen Ländern fand nicht statt.

## Inhalt
Als Armeeleutnant Warren auf Geheimmission geschickt wird und sein Kontaktmann niedergeschossen und getötet wird, wird er des Verbrechens beschuldigt und vor ein Militärgericht (Corte marziale) gebracht. Er erfährt während seiner Verhandlung, dass er von seinem auftraggebenden Vorgesetzten hereingelegt wurde und flieht, um seine Unschuld zu beweisen. Dies gelingt am Ende; der Schuldige wird von ihm erschossen.

## Kritik & Bemerkungen
Der Film ist insofern eine Besonderheit, als er fast nirgendwo im Kino lief, sondern nur im Regionalfernsehen gezeigt wurde. Nicht nur wurden, wie oftmals bei Mauris Western, „ungeschickt zusammengestellte Restbestände anderer Filme“ zu neuen Szenen dazugeschnitten, sondern er besteht vollständig aus Teilen der Filme …E lo chiamarono Spirito Santo und Bada alla tua pelle Spirito Santo! und wurde umsynchronisiert.